# Kinga Szemik
Kinga Szemik (Żywiec, 25 juni 1997) is een voetbalspeelster uit Polen. Ze speelt als doelverdediger voor West Ham United FC in de Super League.

## Clubcarrière
Szemik begon met voetballen in de jeugd van Mitech Żywiec. Voor deze club debuteerde ze op het hoogste niveau op 17 april 2014 in een 3-1 overwinning op KKP Bydgoszcz. Na het seizoen 2014/16 verliet ze de club om te gaan studeren in de Verenigde Staten. Ze ging naar de University of Texas Rio Grande Valley, waar ze van 2016 tot 2019 actief was bij UTRGV Vaqueros.
Op 15 mei 2022 tekende Szemik bij het Franse FC Nantes haar eerste profcontract. Ruim een jaar later verliet ze de club en ging ze een dienstverband aan bij Stade de Reims. Ze tekende een eenjarig contract bij de club.
Op 1 juli 2024 voegde Szemik zich bij het Engelse West Ham United actief in de Super League. Ze tekende een driejarig contract in Londen.

## Statistieken
| Seizoen | Club               | Land      | Competitie          | Wedstrijden | Doelpunten |
| ------- | ------------------ | --------- | ------------------- | ----------- | ---------- |
| 2022/23 | Stade Reims        | Frankrijk | Division 1 Féminine | 5           | 0          |
| 2023/24 | Stade Reims        | Frankrijk | Division 1 Féminine | 24          | 0          |
| 2024/25 | West Ham United FC | Engeland  | Super League        | 20          | 0          |
| Totaal  | Totaal             | Totaal    | Totaal              | 49          | 0          |

Bijgewerkt t/m 3 mei 2025.

## Interlandcarrière
Szemik kwam als jeugdinternational van Polen -17 uit op het EK 2013. Ze wist met haar land hier Europees kampioen te worden. Ze maakte haar debuut voor het Poolse nationale team op 4 oktober 2018 in een 3-0 overwinning op Estland.